# Bożena Wojciekian
Bożena Wojciekian (ur. 18 maja 1954) – polska lekkoatletka, specjalizująca się w pchnięciu kulą, halowa mistrzyni Polski.

## Kariera sportowa
Była zawodniczką Burzy Wrocław i AZS Wrocław.
Na mistrzostwach Polski seniorek na otwartym stadionie zdobyła cztery medale w pchnięciu kulą - srebrne w 1977 i 1980, brązowe w 1978 i 1979. W halowych mistrzostwach Polski seniorek zdobyła pięć medali w pchnięciu kulą: złoty w 1980, srebrne w 1977, 1978, 1979 i 1981.
Mieszka w Kanadzie, w 2011 zwyciężyła w pchnięciu kulą w Igrzyskach Polonijnych.
Rekord życiowy w pchnięciu kulą: 17,61 (28.05.1979), w rzucie dyskiem: 51,98 (5.08.1978).